# Oliarus singularis
Oliarus singularis är en insektsart som beskrevs av Frederick Arthur Godfrey Muir 1924. Oliarus singularis ingår i släktet Oliarus och familjen kilstritar. Inga underarter finns listade i Catalogue of Life.